# Passage du Plateau
Le passage du Plateau est une voie du 19e arrondissement de Paris, en France.

## Situation et accès

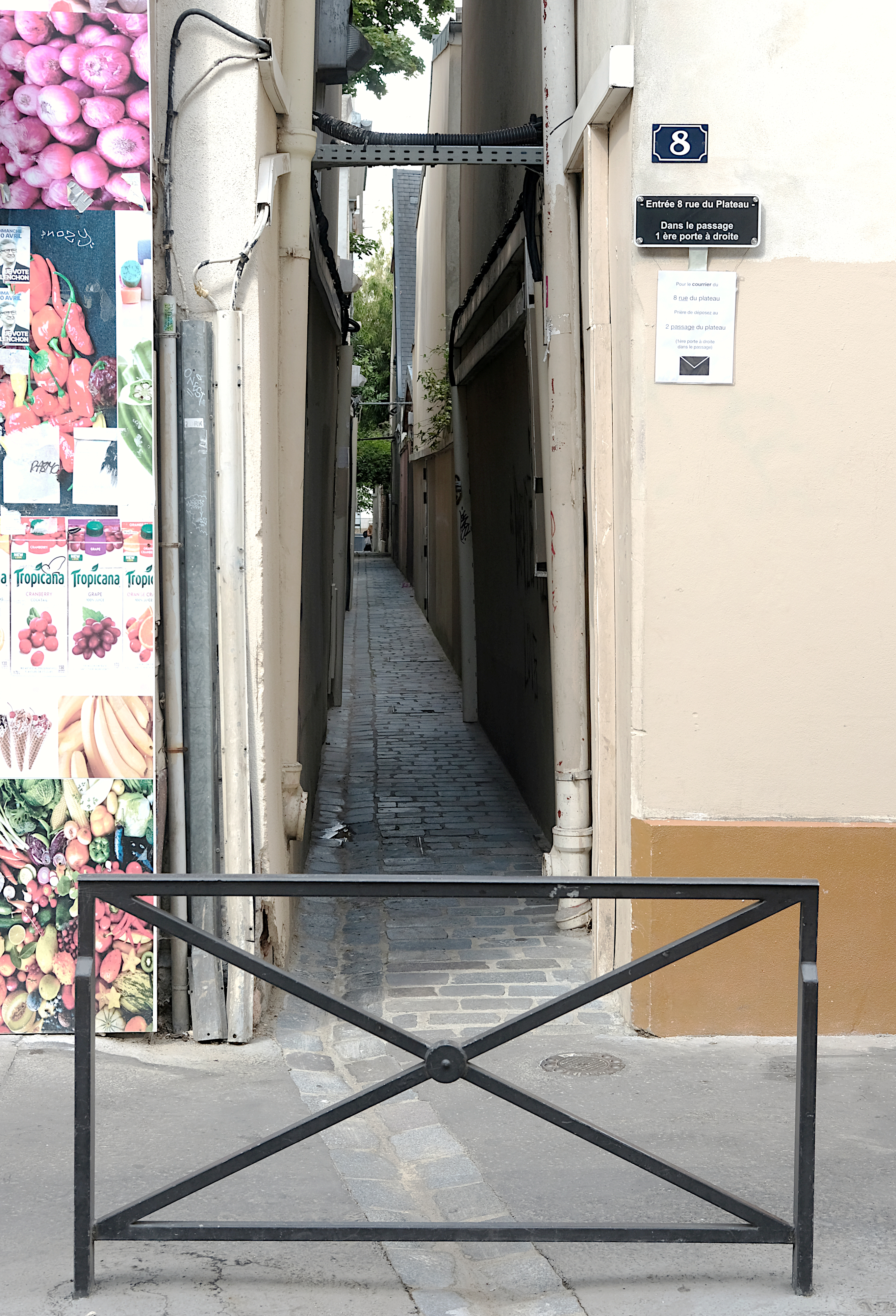
Entrée du passage, côté rue du Plateau.

Le passage du Plateau est orienté globalement nord-sud, dans le 19e de Paris, au sud du parc des Buttes-Chaumont. Il traverse un îlot urbain en débutant au sud au niveau du 8, rue du Plateau et en se terminant 105 m au nord au 11, rue du Tunnel.
Avec environ 1 m à 1,5 m de large, le passage du Plateau est l'une des voies les plus étroites de Paris, avec le sentier des Merisiers (12e) et la rue du Chat-qui-Pêche (5e).

## Origine du nom
Le passage tient son nom de la rue du Plateau.

## Historique
Cette voie est classée dans la voirie parisienne par un arrêté municipal du 16 juillet 1993.